# 安堵
安堵（日语：／）是日本历史上的一个概念，指主人承认与从者的主从关系或从者的所领和知行的行为。在镰仓时代后期以后，“安堵”特指对辖区内的人民的管理，以及对所领和知行的公开承认。